# Gullhårsmossa
Gullhårsmossa (Breutelia chrysocoma) är en bladmossart som beskrevs av Lindberg 1863. Gullhårsmossa ingår i släktet gullhårsmossor, och familjen Bartramiaceae. Arten har ej påträffats i Sverige. Inga underarter finns listade i Catalogue of Life.